# Maria Teresa Izabela Hiszpańska
María Teresa de Borbón y Habsburgo-Lorena (właśc. María Teresa Alfonsa María Teresa Isabel Eugenia Patrocinio Diega de Borbón y Habsburgo-Lorena, ur. 12 listopada 1882 w Madrycie, zm. 23 września 1912 w Madrycie) – infantka hiszpańska, księżna Bawarii.
Urodziła się jako druga córka króla Hiszpanii – Alfonsa XII i jego żony – królowej Marii Krystyny Habsburg. 12 stycznia 1906 w Madrycie poślubiła księcia bawarskiego i infanta hiszpańskiego Ferdynanda Wittelsbacha, syna jej ciotki Marii de la Paz. Para miała czworo dzieci:
- Infanta Ludwika Alfonsa (1906-1983)
- Infanta Józefa Eugeniusza (1909-1966)
- Infantkę Marię de las Mercedes (1911-1953)
- Infantkę Marię del Pilar (1912-1918)